# El ocaso del samurái
El ocaso del samurái (たそがれ清兵衛 - Tasogare Seibei) es una película japonesa del año 2002, dirigida por Yoji Yamada y con Hiroyuki Sanada, Rie Miyazawa, Nenji Kobayashi y Ren Osugi como actores principales. Fue candidata al Óscar a la mejor película extranjera.

## Sinopsis
Seibei Iguchi es un samurái de rango inferior del clan Unasaka que vive en la provincia de Shonai, al noreste de Japón, alejado de la gloria y trabajando como burócrata en el Japón de mediados del siglo XIX. Sin embargo, para mantener a su madre, ya senil, y a sus dos hijas, este samurái viudo se verá obligado a hacer algún trabajo extra. Un día, Iguchi se entera de que Tomoe, su amor de toda la vida, se ha divorciado de su cruel marido, de modo que se abren nuevas perspectivas en su vida. Un guerrero atado por el código de honor de los samuráis cuya capacidad como tal se acabará poniendo a prueba en una sociedad convulsa.

## Reparto
- Hiroyuki Sanada como Seibei Iguchi.
- Rie Miyazawa como Tomoe Iinuma.
- Nenji Kobayashi como Choubei Kusaka.
- Ren Osugi como Toyotarou Kouda.
- Mitsuru Fukikoshi como Michinojo Iinuma.
- Hiroshi Kanbe como Naota.
- Miki Itō como Kayano Iguchi.
- Erina Hashiguchi como Ito Iguchi.
- Reiko Kusamura como Madre deIguchi.
- Min Tanaka como Zenemon Yogo.
- Keiko Kishi como Ito.
- Tetsuro Tamba como Tozaemon Iguchi.

## Comentario
El director japonés Yôji Yamada (The Yellow Handkerchief) está a los mandos de esta película galardonada el año pasado con 12 de los 14 premios de la Academia Japonesa a los que optaba y que, además, fue candidata al Óscar a la mejor película extranjera. 
El guion se basa en tres novelas cortas de Shūhei Fujisawa, uno de los escritores más destacados de la literatura de ficción de su país sobre samuráis: Tasogare Seibei (たそがれ清兵衛), Takemitsu Shimatsu (竹光始末) y Hoito Sukehachi (祝い人助八).
Hiroyuki Sanada (El último samurái) y Rie Miyazawa (Peony Pavillion) son los actores principales, acompañados por Ren Osugi (Hana-Bi) y el debutante Min Tanaka.